# الهوامل والشوامل (كتاب)
الهوامل والشوامل كتاب مشترك بين أبي حيان التوحيدي ومسكويه، وفيه يوجّه التوحيدي 175 سؤالاً، في مختلف المعارف، لمسكويه لكي يجيب عنها.

## اسم الكتاب
معنى الهوامل: الإبل السائمة التي يهملها صاحبها للرعي.
ومعنى الشوامل: الحيوانات التي تضبط وتجمع الإبل الهوامل.
واستعار أبوحيان التوحيدي كلمة الهوامل لأسئلته المبعثرة التي تبحث عن أجوبة، كما استعمل مسكوية كلمة الشوامل لوصف الإجابات التي أجاب بها فضبطت هوامل أبي حيان.

## محتوى الكتاب
تضمن الكتاب إجابات مسكويه على 175 سؤالاً وجهها له أبو حيان التوحيدي، ومن تلك الأسئلة:
- على ماذا يدل انتصاب قامة الإنسان من بين سائر الحيوان؟
- لم غيرة المرأة أشد من غيرة الرجل؟
- لم كلما شاب البدن شبّ الأمل؟
- ما بال أصحاب التوحيد لا يخبرون عن الباري إلا بنفي الصفات؟
- ما الفرق بين العرافة والكهانة والتنجيم ولماذا تشغل بال العرب؟
- ما علة كراهية النفس للحديث المعاد وسر ثقل إعادة الحديث على المتحدث؟
- ما وجه الحكمة في آلام الأطفال والحيوان؟
- ماعلة غم العقلاء وراحة الجهلاء؟
- لم الثناء في الوجه قبيح وفي الغيب حسن؟
- لم ينقص الناس في أعمارهم حين يسألون عنها؟
- لم يتداعى البنيان إذا لم يسكنه أحد؟
- لم يتواصى الناس بكتمان الأسرار؟
- لم يعظّم الإنسان ما مضى من عمره؟
- لم يفرح الإنسان بنيْل ما لم يتوقعه أكثر من فرحه مايعرف وقوعه؟
- ما الحكمة من وجود الجبال؟ ولم صارت مياه البحر ملحا؟
- لم كلما زاد الانسان في صلاته وصيامه حقر غيره وتكبر عليهم وكأنه صاحب الوحي؟
- لم يقول الفقهاء في نفس الشيء: هذا حرام وهذا حلال، والدين واحد؟
- لم يضيق الْإِنْسَان فِي الرَّاحَة إِذا توالت عَلَيْهِ وَفِي النِّعْمَة إِذا حالفته؟[4]
- لم كَانَ صَوت الرَّعْد إِلَى آذاننا أَبْطَأَ وَأبْعد من رُؤْيَة الْبَرْق إِلَى أبصارنا؟[5]
- ما الدليل على وجود الملائكة؟
- هل خلق الله العالم لعلة، أو لغير علة؟ فإذا كان لعلة فما هي؟ وإذا كان بدون علة فما هي الحجة؟
- لم صار اليقين إذا حدث لا يثبت ولا يستقر، والشك إذا عرض أرسى وربض؟
- في عجيب أهل الجنة، وكيف لا يملون النعيم والأكل؟
- هل ما عليه الناس من الاعتقاد حق كله، أو أكثره حق، أو باطل كله، أو أكثره باطل؟[6]